# (10068) Dodoens
(10068) Dodoens es un asteroide que forma parte del cinturón de asteroides y fue descubierto por Eric Walter Elst desde el Observatorio de La Silla, Chile, el 4 de febrero de 1989.

## Designación y nombre
Dodoens fue designado al principio como 1989 CT2.
Más adelante, en 1999, se nombró en honor del médico y botánico flamenco Rembert Dodoens (1516-1585).

## Características orbitales
Dodoens está situado a una distancia media del Sol de 2,374 ua, pudiendo alejarse hasta 2,626 ua y acercarse hasta 2,122 ua. Tiene una inclinación orbital de 5,791 grados y una excentricidad de 0,1061. Emplea en completar una órbita alrededor del Sol 1336 días. El movimiento de Dodoens sobre el fondo estelar es de 0,2695 grados por día.

## Características físicas
La magnitud absoluta de Dodoens es 13,9.